# Badovinci (Serbia)
Badovinci (cyr. Бадовинци) – wieś w Serbii, w okręgu maczwańskim, w gminie Bogatić. W 2011 roku liczyła 4817 mieszkańców.